# Marché des droits à polluer
Vous pouvez aider à l'améliorer ou bien discuter des problèmes sur sa page de discussion.
- Il peut contenir un travail inédit ou des déclarations non vérifiées. Vous pouvez l’améliorer en ajoutant des références. (Marqué depuis janvier 2020)

Vous pouvez aider à l'améliorer ou bien discuter des problèmes sur sa page de discussion.
- Il ne cite pas suffisamment ses sources. Vous pouvez indiquer les passages à sourcer avec {{référence nécessaire}} ou {{Référence souhaitée}}, et inclure les références utiles en les liant aux notes de bas de page. (Marqué depuis avril 2008)
- Son contenu est évasif ou trop peu précis. Améliorez sa qualité à l'aide des conseils sur les sources. (Marqué depuis novembre 2023)
- La pertinence de son contenu est remise en cause. Considérez-le avec précaution. (Marqué depuis novembre 2023)

- Archive Wikiwix
- Bing
- Cairn
- DuckDuckGo
- E. Universalis
- Gallica
- Google
- G. Books
- G. News
- G. Scholar
- Persée
- Qwant
- (zh) Baidu
- (ru) Yandex
- (wd) trouver des œuvres sur Wikidata

Le marché des droits à polluer englobe toutes les transactions par lesquelles certains pays, juridiction ou entreprises, achètent des droits de polluer.
En 2005 s’est ouvert le marché européen des droits à polluer, afin de se conformer partiellement au protocole de Kyoto. En réalité ce marché des permis d’émission ne confère aucun « droit à polluer » au sens où il fixe seulement un prix de marché à la pollution en tant qu'une externalité, dotée d'un coût social. Étant donné que les acheteurs et les vendeurs sont peu concernés par les conséquences externes de leurs décisions de demande et d’offre, l’équilibre du marché peut ne pas être efficace, c’est-à-dire, ne pas maximiser le bénéfice total pour la société. Le marché des droits à polluer constitue ainsi, dans une certaine mesure, une solution à l’inefficacité causée par l’externalité de la pollution. 

## Une réponse aux défaillances du laissez-faire

### Les externalités négatives
Sur le Marché existent des externalités négatives, l'exemple typique étant la pollution. La pollution augmentant les risques de troubles de santé dans la population, il s’agit là d’une externalité négative puisque cette pollution n'a pas fait l'objet d'une transaction monétaire préalable entre le pollueur et le pollué.
De ce fait, le coût social de production est supérieur au coût supporté par les producteurs. Pour chaque unité de bien polluant produit, le coût social comprend le coût privé supporté par les fabricants, plus le coût public supporté par tous ceux qui respirent l’air pollué.
Le producteur a alors deux options : il peut suivre la quantité du marché, ou le niveau de production pour lequel la courbe de demande coupe la courbe de coût social. 
Si le producteur suit l’équilibre du marché, la quantité qu’il va produire va être supérieure à la quantité d’équilibre social. Ce qui s’explique par le fait que l’équilibre du marché ne prend en compte que les coûts privés de production. Par conséquent, en présence des externalités, la situation obtenue n’est pas efficace au sens du principe de Pareto, ce qui produit une défaillance du marché.
De ce fait, des externalités négatives comme la pollution conduisent les marchés à produire une quantité trop grande par rapport au niveau de production socialement efficace. 
Ainsi, une réduction de la consommation et de la production augmenterait le bien-être économique général.

## Concept
Les externalités négatives, à la production ou à la consommation, conduisent les marchés à produire plus que l’optimum social. Il faut internaliser l’externalité en amenant les acheteurs et les vendeurs à intégrer les conséquences de leurs décisions. Quand une externalité conduit un marché à allouer les ressources de manière non optimale, le gouvernement peut intervenir de deux manières. Il peut choisir d'adopter des mesures réglementaires, par l’intermédiaire de taxes pigouviennes ou de quotas; ou il peut adopter des solutions de marché, qui inciteront les décideurs privés à résoudre le problème eux-mêmes. 
De nombreux économistes pensent que les incitations économiques sont plus rentables et plus efficaces en matière de politique environnementale que des ordres du gouvernement. Ils suggèrent donc l’utilisation de droit à polluer, c’est-à-dire du paiement par les entreprises d’un impôt sur leur pollution égal au montant du dommage externe - une sorte d'amende sur le principe pollueur-payeur. De cette façon, l’entreprise serait placée face aux coûts sociaux de ses activités et l’externalité serait internalisée. Autrement dit, l’entreprise serait contrainte à soustraire le coût social marginal de son activité de production du bénéfice marginal de cette même activité. Elle serait donc amenée à considérer la possibilité d’une action de dépollution dont le coût marginal serait peut-être plus avantageux que le paiement de droits à polluer.
Mais plutôt que de confier au gouvernement le soin de fixer le montant de cet impôt, et de laisser ensuite l’entreprise déterminer son niveau de pollution, on peut établir un système de marché de droits à polluer négociables qui inverse la logique du processus. Dans cette approche, l’État est celui qui fixe le niveau maximal de pollution et il attribue un nombre correspondant de permis, c’est-à-dire un nombre de quotas de pollution à chaque entreprise. Le prix de ces permis est alors établi sur le marché des droits à polluer selon la loi de l’offre et la demande car les entreprises peuvent échanger entre elles ces droits d’émission. Pour satisfaire aux quotas imposés, selon ses coûts de rentabilité, une entreprise pourra donc choisir entre incorporer rapidement le progrès technique de façon que son activité soit moins polluante, ou bien acheter des droits supplémentaires d’émission aux entreprises vertueuses qui seront effectivement parvenues à réduire leur pollution au point d’être en dessous de la limite fixée.
L'une de ses variantes est le marché des émissions de gaz à effet de serre qui pour le vocabulaire officiel de l’environnement (tel que défini par la commission d'enrichissement de la langue française en 2019, l’expression  « marché des émissions de gaz à effet de serre »  (GHG market, greenhouse gas market pour les anglophones) est définie comme le « marché d'échange de droits d'émission de gaz à effet de serre, qui repose sur un dispositif de quotas d'émission cessibles. Quand ce marché concerne les quotas d'émission de dioxyde de carbone, on parle de « marché du dioxyde de carbone » ou de « marché du carbone » (en anglais : carbon market) ».
L'économiste français Philippe Aghion propose notamment de marier taxe pigouvienne, subventions à l'innovation et marché des droits à polluer afin de résoudre la crise écologique.

## Conclusion
L'intérêt du recours au marché est de faciliter l'atteinte d'un objectif global, fixé par la collectivité, de réduction des rejets de substances polluantes. Les acteurs pouvant aller au-delà de cet objectif de réduction seront économiquement incités à le faire en valorisant leurs efforts sous forme de crédits d'émission. Les acteurs moins chanceux ou moins volontaires pourront acheter de tels crédits sur le marché pour respecter leurs engagements. Ainsi, le marché permet d'atteindre à moindre coût l'objectif initial de réduction des émissions en permettant un transfert depuis les acteurs les plus innovants ou les mieux placés. 